# 能源安全
法國電力近9成來自核能和水力，進口交通被切斷時能源安全較高
能源安全是一國家安全名詞，為能源所帶來的潛在一切危害國家利益問題探討。
最常見能源安全問題是能源缺乏，尤其是無法自產能源的國家必須仰賴進口，若是來源國切斷供應或是交通線受阻，則馬上發生能源不足、工業停擺、社會動盪等問題，從而等於國家安全操控在外部因素手中。
確保能源安全的惟一理論方法只有促進自產能源比率，自產比率越高安全越高，其次是能源多樣化，減少仰賴單一能源型態例如化石燃料的石油或天然氣，若是單一能源過高則該體系被破壞或發生問題時，社會停擺的層面就越大。

## 臺灣
臺灣前國防部長伍世文指出興建核四是為因應臺灣在遭遇海上封鎖時，核能發電可以做為石油、煤炭、天然氣等火力發電廠能源短缺時的主要電源。

## 參看
- 糧食安全
- 可再生能源